# Барон Кланморріс

Герб баронів Кланморріс.

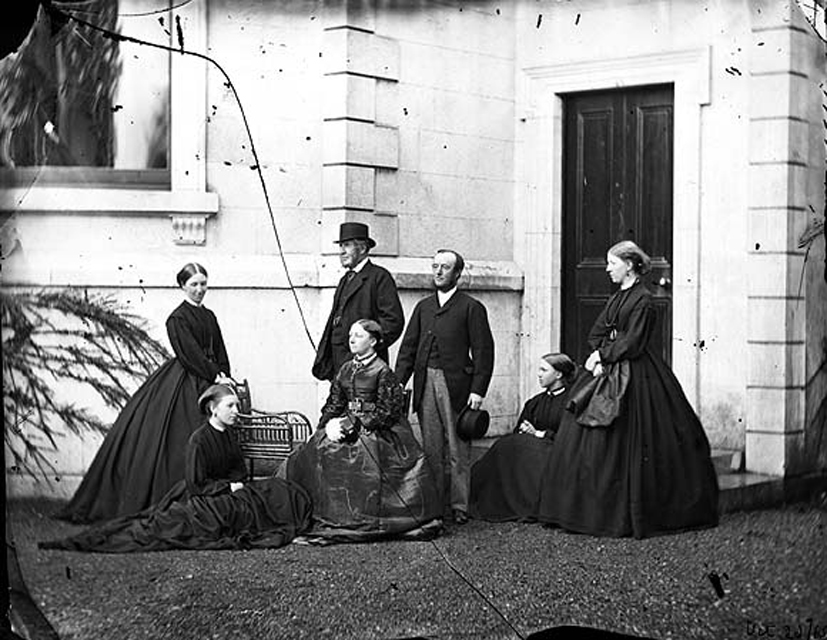
Лорд Джон Бінгем – V барон Кланморріс та леді Кланморріс з родиною.

Барон Кланморріс (англ. – Baron Clanmorris) – аристократичний титул в перстві Ірландії. 

## Гасло баронів Кланморріс
SPES MEA CHRISTUS - Христос - моя надія (лат.)

## Історія баронів Кланморріс
Титул барон Кланморріс з Ньюбрука, що в графстві Мейо був створений в перстві Ірландії 6 серпня 1800 року для Джона Бінгема. Він був нащадком Джона Бінгема з Фоксфорда, що в графстві Мейо). Його брат – сер Генрі Бінгем – І баронет Каслбар був предком графів Лукан. Прапрапраправнук І барона Кланморріс – Джон Бінгем був розвідником та письменником – писав  кримінальні романи. На сьогодні титулом володіє син Джона Бінгема, що став VIII бароном Кланморріс. Він успадкував титул у 1988 році. Едвард Бінгем – молодший син V барона Кланморріс отримав Хрест Вікторії за свої бойові заслуги в морській битві біля берегів Ютландії в 1916 році під час Першої світової війни. Письменниця Шарлотта Бінгем – дочка VII барона Кланморріс. Онучкою IV барона Кланморріс була Зара Поллок, що вийшла заміж за Олександра Гора-Рутвена – І барона Гоурі, що був генерал-губернатором Австралії в 1836 – 1944 роках.  

## Барони Кланморріс (1800)
- Джон Бінгем (1762 – 1821) – І барон Кланморріс
- Чарльз Баррі Бінгем (1796 – 1829) - ІІ барон Кланморріс
- Деніс Артур Бінгем (1808 – 1847) – ІІІ барон Кланморріс
- Джон Чарльз Роберт Бінгем (1826 – 1876) – IV барон Кланморріс
- Джон Джордж Баррі Бінгем (1852 – 1916) – V барон Кланморріс
- Артур Моріс Роберт Бінгем (1879 – 1960) – VI барон Кланморріс
- Джон Майкл Уорд Бінгем (1908 – 1988) – VII барон Кланморріс
- Саймон Джон Уорд Бінгем (1937 р. н.) – VIII барон Кланморріс

Імовірним спадкоємцем є двоюрідний брат нинішнього власника Роберт Дерек де Бург Бінгем (1942 р. н.). Інших спадкоємців немає. 